# Hôtel Petit de Ruffey
L'Hôtel Petit de Ruffey  est un hôtel particulier de la ville de Dijon situé dans son secteur sauvegardé.
Il est inscrit en partie aux monuments historiques depuis 1979.